# Full Moon Fever
Full Moon Fever — дебютный сольный альбом лидера американской рок-группы The Heartbreakers Тома Петти. Один из наиболее успешных альбомов музыканта, занявший третье место в хит-параде Billboard 200 и ставший 5×платиновым в США и 6×платиновым в Канаде.

## Об альбоме
Том Петти завершил гастроли с The Heartbreakers в поддержку альбома Let Me Up (I’ve Had Enough) и начал сочинять песни вместе со своим коллегой по Traveling Wilburys и лидером Electric Light Orchestra Джеффом Линном. Готовый материал не был похож на типичные песни The Heartbreakers и Петти решил записать их в качестве сольного альбома. Решение Тома вызвало неоднозначную реакцию его коллег по The Heartbreakers, тем не менее все они, за исключением ударника Стэна Линча, внесли свой вклад в запись Full Moon Fever. В записи альбома также приняли участие и коллеги Петти по Traveling Wilburys, за исключением Боба Дилана.
В ходе записи Full Moon Fever Том написал песни «Traveling» и «Waiting for Tonight», которые не попали на его сольный альбом, но впоследствии были записаны полным составом The Heartbreakers на сборнике Playback. Музыкант также написал песню «Indiana Girl», которая в конечном итоге превратилась в «Mary Jane’s Last Dance», одну из самых известных песен коллектива.

## Оценки
Стивен Томас Эрлевайн дал Full Moon Fever 4,5 звезды из 5, назвав его «маленьким шедевром, на котором нет слабых песен». Рецензент AllMusic, любуясь альбомом, сравнил его с Damn the Torpedoes The Heartbreakers. Критик Rolling Stone Джимми Гатерман дал Full Moon Fever 3,5 звезды из 5, отметив «мастерский сольный альбом».

## Список композиций
| №   | Название                         | Автор(ы)              | Длительность |
| --- | -------------------------------- | --------------------- | ------------ |
| 1.  | «Free Fallin’»                   | Том Петти, Джефф Линн | 4:14         |
| 2.  | «I Won’t Back Down»              | Петти, Линн           | 2:56         |
| 3.  | «Love Is a Long Road»            | Майк Кэмпбелл, Петти  | 4:06         |
| 4.  | «A Face in the Crowd»            | Петти, Линн           | 3:58         |
| 5.  | «Runnin’ Down a Dream»           | Кэмпбелл, Линн, Петти | 4:23         |
| 6.  | «I’ll Feel a Whole Lot Better»   | Джин Кларк            | 2:47         |
| 7.  | «Yer So Bad»                     | Петти, Линн           | 3:05         |
| 8.  | «Depending on You»               | Петти                 | 2:47         |
| 9.  | «The Apartment Song»             | Петти                 | 2:31         |
| 10. | «Alright for Now»                | Петти                 | 2:00         |
| 11. | «A Mind with a Heart of Its Own» | Петти, Линн           | 3:29         |
| 12. | «Zombie Zoo»                     | Петти, Линн           | 2:56         |

Интерлюдия
Между 5 и 6 песней есть небольшой монолог Тома Петти на фоне шума скотного двора, созданного Петти, Кэмпбеллом и Делом Шенноном: «Здравствуйте, слушатели CD. Мы подошли к той точке, когда слушателям кассеты или пластинки придётся встать или сесть чтобы перевернуть запись. Из справедливости по отношению к этим слушателям, мы заберём несколько секунд, прежде чем начать вторую сторону. <…Пауза…> Спасибо. Вот вторая сторона.»

## Участники записи
- Том Петти — вокал, акустическая гитара, электрогитара, бубен
- Майк Кэмпбелл — гитара, мандолина, бас-гитара, слайд-гитара, добро, клавишные
- Джефф Линн — бас-гитара, электрогитара, клавишные, бэк-вокал
- Фил Джонс — ударные, перкуссия

Приглашённые музыканты
- Джордж Харрисон — акустическая гитара, бэк-вокал («I Won’t Back Down»)
- Рой Орбисон — бэк-вокал («Zombie Zoo»)
- Хоуи Эпштейн — бэк-вокал («I Won’t Back Down», «Love Is a Long Road»)
- Бенмонт Тенч — фортепиано («The Apartment Song»)
- Джим Келтнер — барабаны, маракасы, бубен («Love Is a Long Road»)
- Келси Кэмпбелл — бэк-вокал («Zombie Zoo»)

## Позиции в хит-парадах и сертификации
Годовые чарты:
| Хит-парад (1989)       | Позиция |
| ---------------------- | ------- |
| Европа (Music & Media) | 100     |